# La figlia sbagliata
La figlia sbagliata è un romanzo scritto da Jeffery Deaver.

## Trama
Megan Collier è una ragazzina "difficile": timida, solitaria, piena di rabbia. Rabbia soprattutto nei confronti dei genitori, Bett e Tate, divorziati da poco e troppo presi da sé stessi per accorgersi di lei. Fortuna che ora c'è il dottor Peters, il suo nuovo psicanalista. Gli sono bastate poche sedute per stregare Megan: con il suo sguardo magnetico e la voce ferma e suadente, è il solo che riesca a far crollare le barriere della ragazza. Finché un giorno, all'improvviso, Megan scompare. Adesso i suoi genitori dovranno per forza accorgersi di quella figlia che non si erano mai preoccupati di conoscere, e che forse ha voluto fuggire proprio da loro. Ma Megan non è scappata: ben presto, infatti, dietro la sua sparizione si profila una lucida trama di ricatto e vendetta, ordita da qualcuno in grado di tenere in scacco Megan, e abilissimo a scavare nel passato della famiglia Collier. Se vogliono salvare la figlia, e scoprire chi li ricatta e perché, Tate e la sua ex moglie dovranno scendere negli inferi del proprio passato, camminando loro stessi, insieme al misterioso ricattatore, in bilico sul sottile confine tra realtà e follia.

## Edizioni
- Jeffery Deaver, La figlia sbagliata, Rizzoli, 2010, ISBN 978-88-17-04370-0.